# Baby boom (pel·lícula)
Baby Boom és una pel·lícula estatunidenca, basat en una història real, dirigida per Charles Shyer, estrenada l'any 1987. Ha estat doblada al català.

## Argument
J. C. Wiatt és una dona de negocis i una gran arribista. La seva vida dona un tomb d'un dia a l'altre, quan un dels seus cosins, que acaba de morir, li deixa una estranya herència, un bebè de tretze mesos.

## Repartiment
- Diane Keaton: J.C. Wiatt
- Sam Shepard: el metge Jeff Cooper
- Sam Wanamaker: Fritz Curtis
- James Spader: Ken Arrenberg
- Harold Ramis: Steven Bochner
- Pat Hingle: Hughes Larabee
- George Petrie: Everett Sloane
- Kristina Kennedy: Elizabeth Wiatt
- Michelle Kennedy: Elizabeth Wiatt
- Britt Leach: Verne Boone
- Hansford Rowe: Sam Potts
- Kim Sebastian: Robin
- Mary Gross: Charlotte Elkman
- Patricia Estrin: la secretària
- Elizabeth Bennett: la Sra. Atwood
- Carol Gillies: Helga Von Haupt
- Victoria Jackson: Eve
- William Frankfather: Merle White
- Annie O'Donnell: Wilma White

## Al voltant de la pel·lícula
- La pel·lícula va inspirar una sèrie televisiva homònima, difosa de 1988 a 1989, on Kristina i Michelle Kennedy reprenien el seu paper d'Elizabeth mentre que Diane Keaton era reemplaçada per Kate Jackson.

## Banda original
- Everchanging Times, interpretat per Siedah Garrett
- Only for Life, interpretat per Angela Turner
- I'll Never Smile Again, compost per Ruth Lowe
- Pennies from Heaven, interpretat per The Moonlighters
- Moonlight in Vermont, interpretat per The Moonlighters

## Nominacions
- Nominació al Globus d'Or a la millor pel·lícula musical o còmica i a a la millor actriu musical o còmica (Diane Keaton) l'any 1988.